# Ley de Seguridad Social (Estados Unidos)

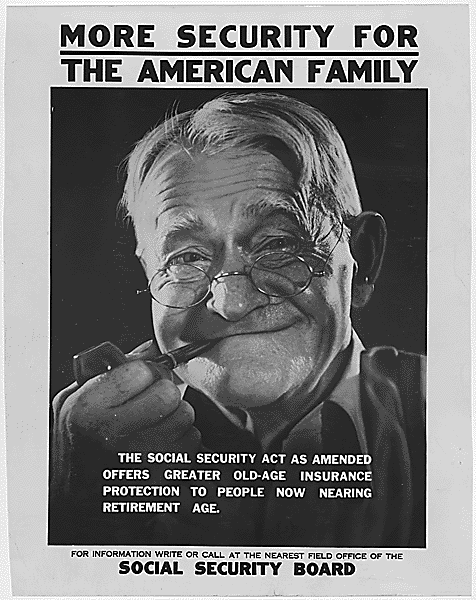
Cartel promocional para la Ley de Seguridad Social.

La Ley de Seguridad Social (en inglés, Social Security Act) es una ley federal de los Estados Unidos aprobada por el Congreso el 14 de agosto de 1935, estableciendo la primera normativa de una administración pública estadounidense destinada a sostener un estado de bienestar.
La ley se dictó en el contexto del New Deal impulsado por el presidente Franklin D. Roosevelt y otorgó un carácter definitivo a las medidas locales de ayuda a personas ancianas que se habían empobrecido gravemente como resultado de la Gran Depresión. 
Los niveles de pobreza y desempleo habían aumentado mucho en Estados Unidos como consecuencia de la Gran Depresión, y un grupo especialmente perjudicado era el de los ciudadanos ancianos, para los cuales se crearon "seguros sociales" de un nivel muy básico. No obstante, el New Deal estimulaba que estas políticas de beneficio social quedaran amparadas en una ley federal destinada a proteger ancianos, desempleados, viudas y huérfanos. 
La nueva ley estableció un sistema de protección social a escala federal: jubilación para mayores de 65 años, seguro contra el desempleo y ayudas diversas para discapacitados, pero las enfermedades y la invalidez quedaban sin cubrir. Los ciegos y los niños minusválidos recibieron ayudas financiadas por subvenciones federales concedidas en los estados. Progresivamente, el sistema cubrió una parte más amplia de la población, particularmente gracias a las enmiendas de 1939 y de 1950, pero al principio, quedó restringido a los límites inicialmente impuestos por Roosevelt.
En realidad este "Seguro Social" fue creado como un sistema público de pensiones basado en el reparto financiado, es decir, las contribuciones de los trabajadores en activo servían para financiar los costos de los receptores de ayuda en el futuro, sin que se acumulasen notables reservas financieras de los aportantes. La financiación se realiza a través de las contribuciones de trabajadores y empleadores por igual en los límites máximos de contribución y beneficio, mientras que solo de forma supletoria a estos aportes se podrían utilizar fondos del gobierno federal. Las pensiones empezaban a pagarse desde la edad de retiro del beneficiario.
No obstante la Ley de Seguridad Social causó controversia en Estados Unidos cuando entró en vigor, pues círculos conservadores la acusaron de fomentar una injusticia en el gasto público, en tanto personas que habían trabajado por pocos años podrían acogerse al pago de pensiones, constituyendo así una carga gravosa para el gobierno federal y para los trabajadores activos que seguían aportando. No obstante, sus defensores postularon que la ley más bien estimulaba el retiro de trabajadores de edad avanzada, permitiendo que dejaran puestos de trabajo libres para los trabajadores jóvenes y reduciendo el desempleo juvenil. Si bien la constitucionalidad de la Ley de Seguridad Social fue cuestionada, en 1937 la Corte Suprema de los Estados Unidos determinó que era conforme a la Constitución, criterio mantenido ininterrumpidamente hasta la actualidad.
La Ley de Seguridad Social fue modificada en sucesivas ocasiones para dar cabida a las mujeres trabajadoras, a los trabajadores de cada minoría étnica, discapacitados y trabajadores independientes o intermitentes, entre otros grupos. Las modificaciones más importantes fueron las de 1965, cuando los seguros del Medicaid y Medicare se integraron al sistema, la de 1977 y la de 1983.